# Vuelo 225 de Rutaca
El vuelo 225 de Rutaca Airlines fue un vuelo turístico de pasajeros entre el Aeropuerto Nacional Tomas de Heres, en Ciudad Bolívar, Venezuela y el Aeropuerto Internacional del Caribe Santiago Mariño, en la Isla de Margarita, Venezuela. El 25 de enero de 2001, el DC-3 de RUTACA Airlines acababa de despegar con destino a la Isla de Margarita, cuando repentinamente se precipitó a pocos kilómetros del Aeropuerto Nacional Tomas de Heres, matando a todos los 24 ocupantes, en su mayoría extranjeros, y a una persona en tierra.

## Aeronave
El avión implicado era un Douglas DC-3 fabricado en 1943, el cual operó inicialmente para la USAF, bajo las siglas NC68221. Luego fue vendido a la Fuerza Aérea de Brasil, donde operó bajo la matrícula C47-2056, estuvo en servicio con la Fuerza Aérea hasta 1975, cuando fue vendido a Rico Linhas Aereas, donde opera con la matrícula PT-KXR. En 1983 fue comprado por RUTACA Airlines, aerolínea en la que sirvió hasta el día del accidente bajo la matrícula YV-224C.

## Accidente
El vuelo 225 transportaba a 20 turistas europeos a la Isla de Margarita, un destino turístico muy visitado en Venezuela por los extranjeros, a bordo también iban tres tripulantes: Un piloto, un copiloto y un mecánico. El vuelo provenia de Canaima e hizo escala en el Aeropuerto Nacional Tomas de Heres, de Ciudad Bolívar, en ese momento el Capitán de la aeronave alerto a la aerolínea sobre fallas mecánicas que se presentaron en el trayecto Canaima a Cd. Bolívar. Se hicieron algunos ajustes, y aun en contra de las recomendaciones del capitán, el representante de la aerolínea ordenó continuar el vuelo hacia la isla de Margarita. Durante el ascenso uno de los motores de la aeronave falló, el piloto decidió regresar al aeropuerto, pero cuando el empezó a girar el avión, el segundo motor fallo también, sin tener suficiente velocidad para poder operar la aeronave hasta el aeropuerto, el avión comenzó a peder altura y se precipito a tierra. Justo en ese momento se encontraba volando sobre el sector El Perú, en Ciudad Bolívar, Venezuela, un área rodeada de muchas viviendas. El capitán de la aeronave, en un acto de desesperacion, ante la inmenente caída, logró arborizar el avión, salvando así decenas de vidas. En los últimos minutos antes del impacto, testigos alegan haber visto al piloto del avión gritar desde la ventanilla que las personas en tierra se apartaran del lugar. El avión cargado de combustible causó una fuerte explosión, lo que ocasiono que se partiera en dos al momento del impacto, la parte delantera cayó sobre la casa, y la trasera cayó sobre un automóvil que se encontraba aparcado en el lugar, para posteriormente incendiarse. Todas las personas a bordo de la aeronave perdieron la vida, así como a una persona en tierra. También resultaron heridas dos personas en tierra, un bebé y su madre, que sufrieron quemaduras en el 80% del cuerpo, teniendo que ser amputadas algunas de sus extremidades.
Después del accidente, habitantes del sector reconocieron la heroica actuación de los pilotos de la aeronave, a quienes brindaron tributo al bautizar las calles del accidente con sus nombres. 
Informes no confirmados ubican a otra persona fallecida en el avión, la cual no había sido identificada en el manifiesto del vuelo.

## Víctimas
La mayoría de los 24 ocupantes del avión eran extranjeros, siendo solamente los tres tripulantes, dos pasajeros y un guía de nacionalidad venezolana. A continuación la lista de víctimas del accidente:

### Tripulantes
- piloto al mando: Capitán Walter Manrique (muerto)

- copiloto: Capitán Ángel López (muerto)

- Mecánico: José Olivares (muerto)

### Pasajeros
- De Nacionalidad HOLANDESA, Bastian Kameron (muerto)

- De Nacionalidad HOLANDESA, Steen Vander (muerto)

- De Nacionalidad HOLANDESA, Jderqueld, Van (muerto)

- De Nacionalidad HOLANDESA, Hollander Oen (muerto)

- De Nacionalidad HOLANDESA, Piu Miazerrelu (muerto)

- De Nacionalidad ITALIANA, Giovani Castmogi (muerto)

- De Nacionalidad ITALIANA, Pierludi Kanuti (muerto)

- De Nacionalidad ITALIANA, Guissepe Peri (muerto)

- De Nacionalidad ITALIANA, Roberto Kanuti (muerto)

- De Nacionalidad HÚNGARA, Algabiz Kiarobn (muerto)

- De Nacionalidad HÚNGARA, Peter Pastor (muerto)

- De Nacionalidad ESTADOUNIDENSE, Liecaro Goden (muerto)

- De Nacionalidad ESTADOUNIDENSE, Rober Yorki (muerto)

- De Nacionalidad ESTADOUNIDENSE, Colin Riayne (muerto)

- De Nacionalidad ESTADOUNIDENSE, Blisa Ariboy (muerto)

- De Nacionalidad ESTADOUNIDENSE, Lee Aboubi (muerto)

- De Nacionalidad AUSTRIACA, Henoe Schacke (muerto)

- De Nacionalidad VENEZOLANA, Rosa Lairet Gambasi Molina (muerta)

- De Nacionalidad VENEZOLANA, Jorge Fabrizio Bravo Murillo (muerto)

- Guía: Ramón Santana González Alberti, VENEZOLANO, (Guía) (muerto)

Informes no oficiales ubicaban a una persona no identificada en el manifiesto del vuelo entre las víctimas. Esta información no ha sido confirmada por las autoridades.
En tierra murió una mujer de 23 años por causa de quemaduras graves. Otra mujer y su hijo pequeño resultaron gravemente heridos ya que se encontraban a solo 10 metros del lugar donde cayó el avión.

## Incidente con los restos de las víctimas italianas
El robo de las urnas con las cenizas de las cuatro víctimas italianas del desastre aéreo en Venezuela representa un misterio asociado a una presunta operación del narcotráfico internacional. Los restos mortales habían sido trasladados desde Caracas por un avión de la compañía de bandera nacional Alitalia con destino al aeropuerto milanés de Malpensa, donde nunca aparecieron.
Familiares de los hermanos Pierluigi y Roberto Lanutti y del matrimonio siciliano Benedetta Castrogiovanni y Giuseppe Peri esperaban en esa terminal aérea las cuatro urnas con dos valijas con los efectos personales de los fallecidos el 26 de enero de 2001 en Ciudad Bolívar, en un accidente durante un vuelo local. Empero, sólo recibieron los equipajes, pese a que pudo comprobarse que toda la carga llegó a su destino.
Transcurridas 72 h del hecho, las autoridades de Malpensa calificaron de robo, fuentes policiales dejaron trascender pesquisas basadas en la hipótesis de que los estuches mortuorios hayan sido tomados para esconder narcóticos, situación frecuente a juicio de oficiales de aduana locales.
La trascendencia del hecho alcanzó hasta al ministro del Exterior, Lamberto Dini, quien le pareció insólito y exigió a los responsables del aeropuerto una inmediata aclaratoria de lo sucedido. Según la reconstrucción de los investigadores, las urnas salieron de la capital venezolana y arribaron a Milán regularmente.
Debían ser destinadas en sendos vuelos a Sicilia y Roma. La Sea, compañía encargada de los servicios aeroportuarios, declaró que fueron entregadas el sábado anterior a la firma gestora de la carga de Alitalia. A partir de ese momento se perdieron todas las pistas sobre su posible destino.
Fuentes de la Guardia de Finanzas, policía económica, insistieron en la posibilidad de que narcotraficantes hayan sustituido las cenizas con drogas, toda vez que las urnas vienen identificadas con la sigla HUM (restos humanos) y acompañadas de certificaciones sanitarias internacionales que las eximen de controles aduaneros.

## Consecuencias
Este siniestro marcó el fin de la era de los DC-3 en Venezuela, ya que al día siguiente el INAC ordenó que todos los aparatos suspendieran sus actividades. También ordenó que RUTACA Airlines suspendiera sus operaciones mientras las autoridades realizaban una inspección rigurosa de todos sus equipos y personal, siendo levantada la mora varias semanas después. En el lugar del accidente se levanta un monumento en honor a las víctimas, levantado por orden de la Gobernación del Estado Bolívar en 2005.